# Karl-Friedrich-Straße (Karlsruhe)
Die Karl-Friedrich-Straße ist eine Straße in der Karlsruher Innenstadt. Als Teil der Via Triumphalis verläuft sie entlang der zentralen Nord-Süd-Achse der Stadt.

## Lage und Verlauf
Die Karl-Friedrich-Straße bildet einen Abschnitt der Via Triumphalis, des zentralen nordsüdlichen Straßenzugs der Innenstadt, und trennt damit die beiden Stadtteile Innenstadt-Ost und Innenstadt-West.
Im Norden wird die Straße begrenzt durch den Zirkel, es schließen sich der Platz der Grundrechte und dahinter der Schlossplatz an. Die südliche Begrenzung ist das Ettlinger Tor beziehungsweise die kreuzende Kriegsstraße, in südlicher Richtung wird die Straße durch die Ettlinger Straße weitergeführt. Auf Höhe der Hebelstraße überquert die Straße den Landgraben.
Die Karl-Friedrich-Straße verläuft sowohl über den Marktplatz als auch den Rondellplatz. Aufgrund der zentralen Lage finden sich entlang der Straße einige bedeutende Bauwerke, darunter das Rathaus, das Großherzogliche Bezirksamt, die Evangelische Stadtkirche sowie das Markgräfliche Palais. Des Weiteren befindet sich das Einkaufszentrum Ettlinger Tor Karlsruhe an der Straße.
Das nördliche Ende, zwischen Zirkel und Kaiserstraße, ist eine Fußgängerzone.

## Geschichte
Die Ursprünge der Karl-Friedrich-Straße reichen bis zur Stadtgründung Karlsruhes zurück. Im Jahr 1718 erhält die Straße ihren ersten Namen Carlsgasse. Bis ins Ende des 18. Jahrhunderts erstreckte sich Karlsruhe in südlicher Richtung nur bis zur Konkordienkirche, welche sich auf dem Gebiet des heutigen Marktplatzes befand. Im Jahr 1768 erarbeitete der französische Baumeister Philippe de La Guêpière Pläne für eine Erweiterung der Stadt nach Süden. Infolgedessen wurde 1772 beschlossen, die Konkordienkirche abzureißen und die zentrale Nord-Süd-Achse zu verlängern. Daraufhin wurden südlich der Konkordienkirche erste Häuser errichtet. Über den in dieser Richtung befindlichen Landgraben wurde 1784 eine Notbrücke geschlagen, 1790 wurde er überwölbt. Im Jahr 1807 wurde die Konkordienkirche schließlich abgerissen.
1843 wurde am südlichen Ende der Karl-Friedrich-Straße der alte Karlsruher Hauptbahnhof eröffnet. Da eine weitere Ausdehnung der Stadt aufgrund des zunehmenden Eisenbahnverkehrs und der langen Wartezeiten an den Bahnübergängen behindert wurde, entstand Anfang des 20. Jahrhunderts der neue Bahnhof einen Kilometer südlich davon. Der alte Bahnhof verlor seine Bedeutung. Heute begrenzt die Kriegsstraße die Karl-Friedrich-Straße im Süden.

## Baumaßnahmen der Kombilösung
Im Rahmen der Kombilösung, eines Projekts zur Weiterentwicklung des Straßenbahnnetzes in Karlsruhe, finden seit 2011 eine Reihe von Baumaßnahmen auf der Karl-Friedrich-Straße statt. Der Südabzweig des U-Bahn-Tunnels soll unter der Karl-Friedrich-Straße und weiter unter Ettlinger Straße bis auf Höhe Augartenstraße führen, mit der U-Bahn-Haltestelle Marktplatz im nördlichen und der U-Bahn-Haltestelle Ettlinger Tor im südlichen Abschnitt der Karl-Friedrich-Straße. Durch die Maßnahmen soll die Karl-Friedrich-Straße straßenbahnfrei werden.

## Name
Nach der Stadtgründung hieß die Straße zunächst Carlsgasse. Im Jahr 1741 wurde die Straße in Bärengasse umbenannt, 1787 in Schloßgasse und später in Schloßstraße. 1844 erhielt die Straße schließlich ihren heutigen Namen, benannt nach Karl Friedrich.